# Bernières-sur-Mer
Bernières-sur-Mer är en kommun i departementet Calvados i regionen Normandie i norra Frankrike. Kommunen ligger i kantonen Douvres-la-Délivrande som ligger i arrondissementet Caen. År 2022 hade Bernières-sur-Mer 2 446 invånare.

## Befolkningsutveckling
Antalet invånare i kommunen Bernières-sur-Mer
Referens: INSEE